# Emil Hácha
Emil Hácha (Trhové Sviny, Imperi Austrohongarès, 12 de juliol de 1872- Praga, República Txecoslovaca, 26 de juny de 1945) va ser un advocat txec i el tercer president de Txecoslovàquia de 1938 a 1945
Des de març de 1939 va presidir el Protectorat alemany de Bohèmia i Moràvia.
Després del tractat de Versalles Hácha esdevingué jutge i president del tribunal Suprem de Txecoslovàquia (1919).
Arran del Tractat de Múnic i després de l'exili del president Edvard Beneš Hácha va ser escollit com el seu successor (1938).
Va ser forçat, sota l'amenaça d'un inici d'atacs aeris alemanys, a signar el document d'acceptació de la incorporació de Bohèmia i Moràvia a l'àmbit d'influència dels alemanys sense consultar-ho prèviament el Parlament.
El 14 de març de 1939 Hitler el va convocar a la cancelleria de Berlín però, i per tal d'humiliar-lo, no el va rebre fins al 15 de març; allà, Hitler i Göring el van sotmetre a tanta de pressió que, finalment, va haver d'acceptar l'ocupació del país per Alemanya. Després del Tractat de Múnic, l'escissió d'Eslovàquia -que va declarar la seva independència el mateix 14 de març del 1939- i l'entrada de les tropes alemanyes, la resta del país es va convertir en el Protectorat del Reich de Bohèmia i Moràvia (alemany: Reichsprotektorat Böhmen und Mähren; txec: Protektorát Čechy a Morava); Hácha es va convertir en el seu president a partir del 16 de març del 1939. Una part de Txèquia, el territori de Zaolzie -polonès- o Záolží (též Záolší) -txec- fou annexionada entre el 2 i l'11 d'octubre del 1938 per Polònia.
Com a president del Protectorat del Reich de Bohèmia i Moràvia, es va veure obligat a prestar jurament a Hitler i a Konstantin von Neurath, el protector del Reich fins a la seva substitució, el 1941, per Reinhard Heydrich.
Protestà contra la política d'alemanyització del territori i secretament tingué contactes amb el govern a l'exili de Edvard Beneš.
Amb el nomenament de Reinhard Heydrich com a Diputat Protector de Bohèmia i Moràvia, la situació empitjorà i Hácha va esdevenir un titella dels alemanys. A més van ser arrestats i morts a trets o tancats en un camp de concentració molts col·laboradors seus, incloent-hi el Primer Ministre Alois Eliáš). Hácha va creure que era millor col·laborar amb els alemanys per tal d'evitar més sofriments al seu país.
El 9 de maig de 1945, amb l'entrada a Praga dels soviètics, Hácha fou empresonat i morí pocs dies després, en circumstàncies no aclarides, a l'hospital de la presó.